# Лич-Лейк (водохранилище)
Лич-Лейк (англ. Leech Lake) — водохранилище в США, штат Миннесота. Находится на территории индейской резервации народа оджибве Лич-Лейк.
Этот водоём третий по величине на территории Миннесоты. Его площадь 451 км², а максимальная глубина достигает 46 метров.
Каждый февраль на Лич-Лейке проводится международный рыболовный фестиваль (International Eel Pout Festival). Среди главных событий фестиваля — соревнование «кто поймает самого большого налима». Хотя эта рыба в Лич-Лейке бывает редко, поймать её там можно только зимой.
5 октября 1898 года на Лич-Лейке состоялось последнее восстание индейцев в Соединённых Штатах.